# Міляновська-Вулька
Міляновська-Вулька (пол. Milanowska Wólka) — село в Польщі, у гміні Нова Слупя Келецького повіту Свентокшиського воєводства.
Населення — 237 осіб (2011).
У 1975-1998 роках село належало до Келецького воєводства.

## Демографія
Демографічна структура на день 31 березня 2011 року:
|          | Загалом | Допрацездатний вік | Працездатний вік | Постпрацездатний вік |
| -------- | ------- | ------------------ | ---------------- | -------------------- |
| Чоловіки | 121     | 23                 | 83               | 15                   |
| Жінки    | 116     | 21                 | 68               | 27                   |
| Разом    | 237     | 44                 | 151              | 42                   |